# Сеначеро
«Сеначе́ро» (исп. Cenachero — «разносчик с корзиной») — памятник в Малаге, достопримечательность города. Установлен в центре города на площади Марина. Сеначеро — исчезнувшая профессия, некогда живописный персонаж городской жизни прибрежных городов Испании, уличный торговец рыбой, рыбак, продающий свой улов на улицах. Вместе с биснагой и бокероном является популярным символом города. Скульптура сеначеро была создана в 1968 году малагским художником Хайме Фернандесом Пиментелем, ему позировал реальный рыбак по имени Маноло «Эль Петака». Копия малагского сеначеро установлена в американском городе Мобиле, побратиме Малаги.